# Nouvion-le-Vineux
Nouvion-le-Vineux és un municipi francès situat al departament de l'Aisne i a la regió dels Alts de França. L'any 2007 tenia 164 habitants.

## Demografia

### Població
El 2007 la població de fet de Nouvion-le-Vineux era de 164 persones. Hi havia 67 famílies de les quals 20 eren unipersonals (4 homes vivint sols i 16 dones vivint soles), 16 parelles sense fills i 31 parelles amb fills.
La població ha evolucionat segons el següent gràfic:
Habitants censats

### Habitatges
El 2007 hi havia 64 habitatges, 61 eren l'habitatge principal de la família, 1 era una segona residència i 2 estaven desocupats. 63 eren cases i 1 era un apartament. Dels 61 habitatges principals, 55 estaven ocupats pels seus propietaris i 6 estaven llogats i ocupats pels llogaters; 2 tenien dues cambres, 8 en tenien tres, 9 en tenien quatre i 42 en tenien cinc o més. 51 habitatges disposaven pel capbaix d'una plaça de pàrquing. A 23 habitatges hi havia un automòbil i a 36 n'hi havia dos o més.

### Piràmide de població
La piràmide de població per edats i sexe el 2009 era:
| Homes | Edats   | Dones |
| ----- | ------- | ----- |
| 0     | 95 o +  | 0     |
| 0     | 90 a 94 | 0     |
| 0     | 85 a 89 | 4     |
| 0     | 80 a 84 | 0     |
| 0     | 75 a 79 | 0     |
| 0     | 70 a 74 | 0     |
| 8     | 65 a 69 | 0     |
| 4     | 60 a 64 | 8     |
| 4     | 55 a 59 | 4     |
| 0     | 50 a 54 | 12    |
| 20    | 45 a 49 | 12    |
| 0     | 40 a 44 | 8     |
| 4     | 35 a 39 | 0     |
| 4     | 30 a 34 | 8     |
| 4     | 25 a 29 | 0     |
| 4     | 20 a 24 | 8     |
| 16    | 15 a 19 | 8     |
| 8     | 10 a 14 | 8     |
| 8     | 5 a 9   | 0     |
| 4     | 0 a 4   | 0     |

## Economia
El 2007 la població en edat de treballar era de 121 persones, 96 eren actives i 25 eren inactives. De les 96 persones actives 89 estaven ocupades (50 homes i 39 dones) i 7 estaven aturades (2 homes i 5 dones). De les 25 persones inactives 4 estaven jubilades, 16 estaven estudiant i 5 estaven classificades com a «altres inactius».

### Ingressos
El 2009 a Nouvion-le-Vineux hi havia 64 unitats fiscals que integraven 168 persones, la mediana anual d'ingressos fiscals per persona era de 20.580 €.

### Activitats econòmiques
Dels 3 establiments que hi havia el 2007, 2 eren d'empreses de construcció i 1 d'una empresa financera.
L'únic servei als particulars que hi havia el 2009 era una lampisteria.

## Poblacions més properes
El següent diagrama mostra les poblacions més properes.